# Unidade Cidadã
A Unidade Cidadã (em espanhol: Unidad Ciudadana) é uma coligação política argentina, fundada em 2017 por setores políticos reunidos em torno da ex-presidente Cristina Kirchner. Seu objetivo é unir os cidadãos para colocar limites ao governo do presidente Mauricio Macri e impedir a eliminação dos direitos sociais adquiridos pelos argentinos na década de 2000, durante os governos kirchneristas.
A partir de 2019, a coligação passou a integrar a Frente de Todos, que elegeu o peronista Alberto Fernández como presidente da Argentina tendo Cristina Kirchner como vice. Alberto foi eleito em primeiro turno, derrotando o então presidente e candidato a reeleição Mauricio Macri.

## Coalizão
A frente Unidade Cidadã é composta pelos seguintes partidos:
| Partido | Partido                            | Líder                  |
| ------- | ---------------------------------- | ---------------------- |
|         | Frente Grande                      | Adriana Puiggrós       |
|         | Partido de la Victoria             | Aldo San Pedro         |
|         | Partido Comunista (CE)             | Pablo Pereyra          |
|         | Alianza Compromiso Federal         | Alberto Rodríguez Saá  |
|         | Movimiento Nacional Alfonsinista   | Leopoldo Moreau        |
|         | Nuevo Encuentro                    | Martín Sabbatella      |
|         | KOLINA                             | Alicia Kirchner        |
|         | Partido Solidario                  | Carlos Heller          |
|         | Unidad Socialista para la Victoria | Jorge Rivas            |
|         | Partido de la Concertación Forja   | Gustavo Fernando López |